# Quadrige
Pour l’article homonyme, voir Quadrige (collection).
Un quadrige est un char antique monté sur deux roues, attelé de quatre chevaux disposés de front, utilisé comme véhicule d'apparat, puis pour les courses,,. Par analogie, ce terme désigne également une statue représentant un quadrige, ou même un arc de triomphe surmonté d’un quadrige.

## Course de quadriges dans l'antiquité
La course de quadriges (τέθριππον / téthrippon) constituait une épreuve des Concours pentétériques. Les conducteurs des quadriges étaient appelés des auriges.
La paire centrale de chevaux (appelée zygioi) était mise sous un joug relié à une perche centrale ; la paire extérieure (appelée seiraphoroi) était reliée à la perche centrale par des brancards.
La course de quadriges était présente aux Jeux pythiques dès leur création, au VIIe siècle av. J.-C..
Aux Jeux olympiques antiques, le téthrippon était long approximativement de 14 km. Il était une des épreuves les plus anciennes, remontant à 680 av. J.-C., une des plus prestigieuses et surtout une des plus onéreuses. L'attelage avec lequel Alcibiade l'emporta en 416 lui aurait coûté l'équivalent de 70 ans de salaire d'un ouvrier. Pour cette raison, ce n'était pas le nom de l'aurige, le conducteur du char, qui était conservé, mais celui du propriétaire de l'attelage. Souvent, c'était les cités qui finançaient un attelage, loin des capacités d'un individu. Cependant, on trouve parmi les concurrents ou les vainqueurs de cette course des personnalités célèbres de l'Antiquité : Gélon tyran de Géla l'emporta aux 73e Jeux olympiques en 488 av. J.-C. ; son frère Hiéron l'emporta aux Jeux olympiques en 468 av. J.-C. (il conduisait lui-même son quadrige) et en 470 av. J.-C. aux Jeux pythiques ; Théron d'Acragas finança un quadrige victorieux aux JO de 476 av. J.-C. ; Bérénice II d'Égypte eut des attelages victorieux aux Jeux olympiques de 248 av. J.-C. ainsi qu'aux Jeux isthmiques et aux Jeux néméens, etc.
Les courses de quadriges à Rome pourraient être un héritage étrusque, le Circus Maximus ayant été créé par ces derniers. Une journée de course comprenait souvent 24 courses (mais pas que de quadriges, de biges aussi) de sept tours.

## Représentations artistiques

### Quadriges antiques célèbres
- Quadrige en mouvement sur la frise du Parthénon (musée de l'Acropole d'Athènes) ; inscrit au Patrimoine mondial par l'Unesco en 1987.
- Mausolée d'Halicarnasse : construit vers -350. On peut voir le train avant d'un cheval appartenant au quadrige qui surmontait ce mausolée au British Museum (Rez-de-chaussée - Section 22).
- Les chevaux de Saint-Marc, sculptures réalisées au IVe siècle, qui dominent la galerie située au-dessus de la porte principale de la basilique Saint-Marc de Venise, forment un quadrige qui ornait autrefois l'hippodrome de Constantinople. Ils furent emmenés par les armées de Bonaparte en 1797 et placés sur l'arc de triomphe du Carrousel à Paris jusqu'à leur rétrocession à Venise en 1815. Une copie datant de 1827 surmonte désormais l'arc du carrousel.
- Quadrige en soies polychromes, datant de l'empire byzantin du IXe siècle, visible au musée national du Moyen Âge (Cluny, Paris). Ce fragment d'étoffe, représentant une victoire à l'hippodrome, aurait servi à envelopper les restes de Charlemagne, enterré dans la cathédrale d'Aix-la-Chapelle[8].

### Quadriges modernes célèbres
- Quadrige de l'Arc de Wellington à Londres, Angleterre
- Quadrige du Grand Palais, à Paris, France
- Quadrige du Brabant, surmontant les Arcades du Cinquantenaire ; monument érigé à Bruxelles à l'initiative du roi Léopold II, pour la célébration du cinquantième anniversaire de l'indépendance de la Belgique.
- Quadrige de la porte de Brandebourg, à Berlin, Allemagne, surmontant la porte de Brandebourg, enlevé par Napoléon en 1806, agrémenté de l'aigle prussien et remis sur la porte en 1814, à la suite de la chute du Premier Empire.
- Quadrige du théâtre Alexandra à Saint-Pétersbourg, Russie
- Quadrige du Grand Théâtre de Varsovie, Pologne
- Quadrige du théâtre Bolchoï, à Moscou, Russie.
- Le Quadrige du Palais du congrès de la nation argentine à Buenos Aires, Argentine
- Le Quadrige de la Fontaine Bartholdi à Lyon, France

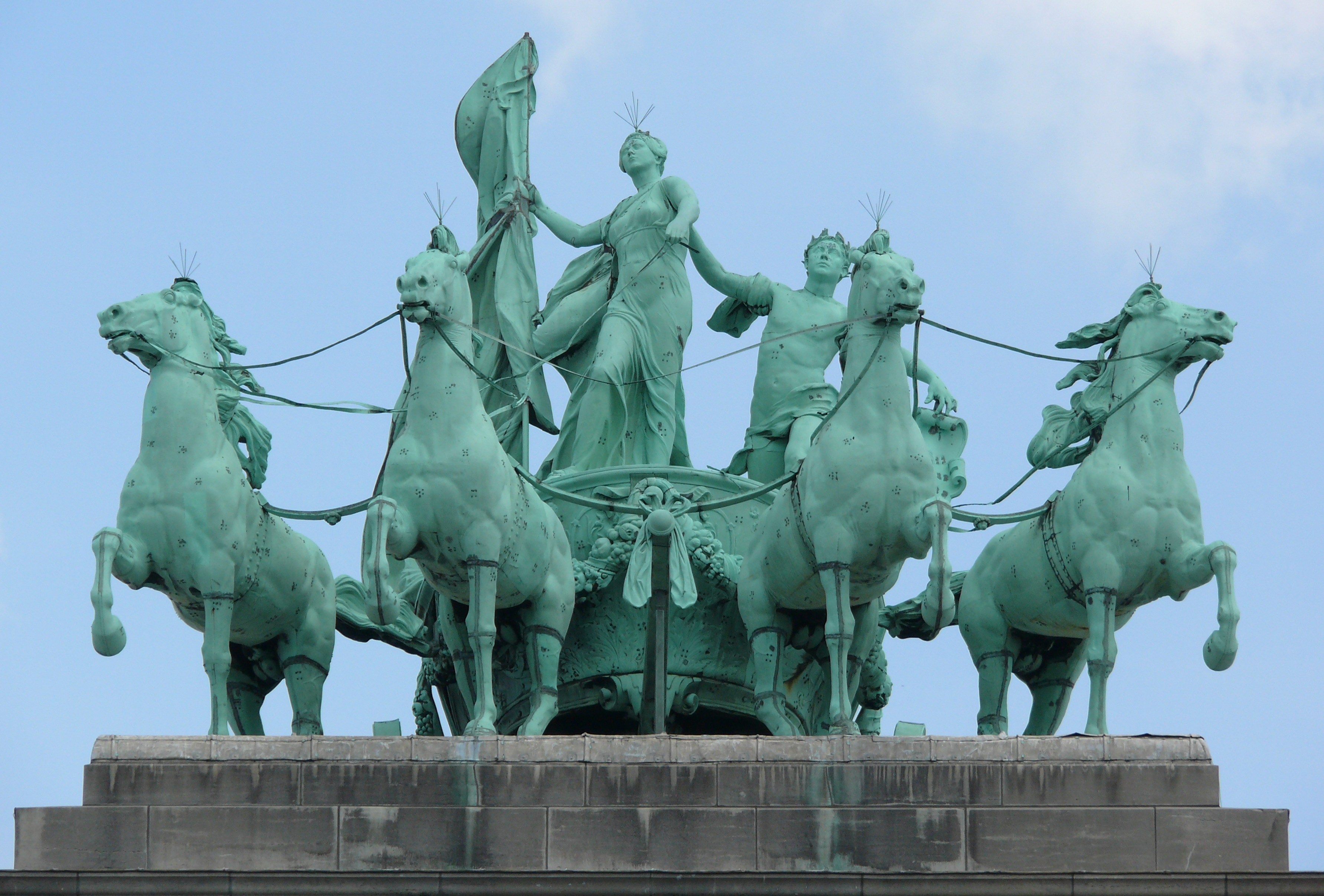
Quadrige du Brabant sur les Arcades du Cinquantenaire, par Thomas Vinçotte et Jules Lagae, 1905.
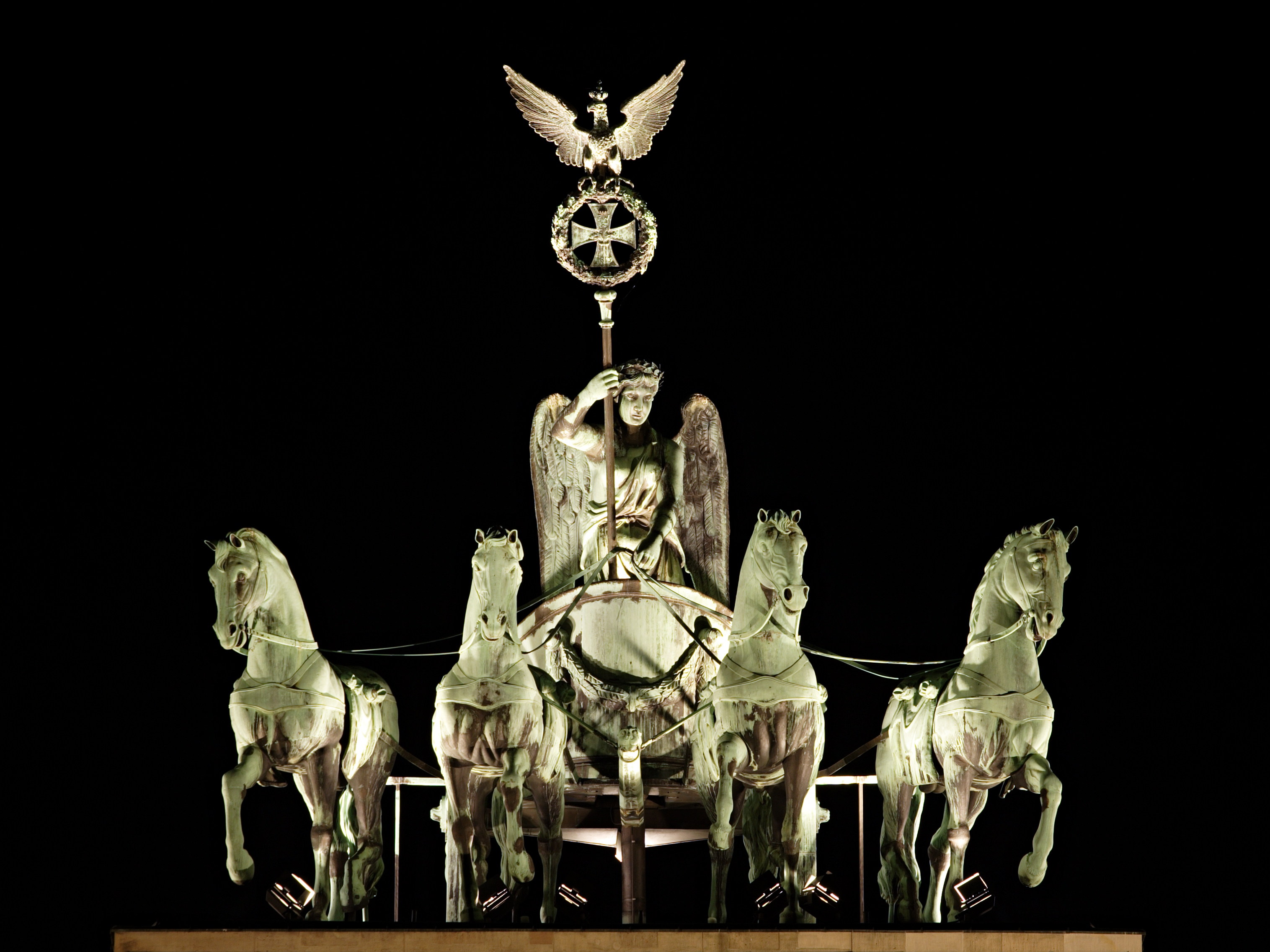
Quadrige de Berlin sur la porte de Brandebourg, par Johann Gottfried Schadow, 1793.
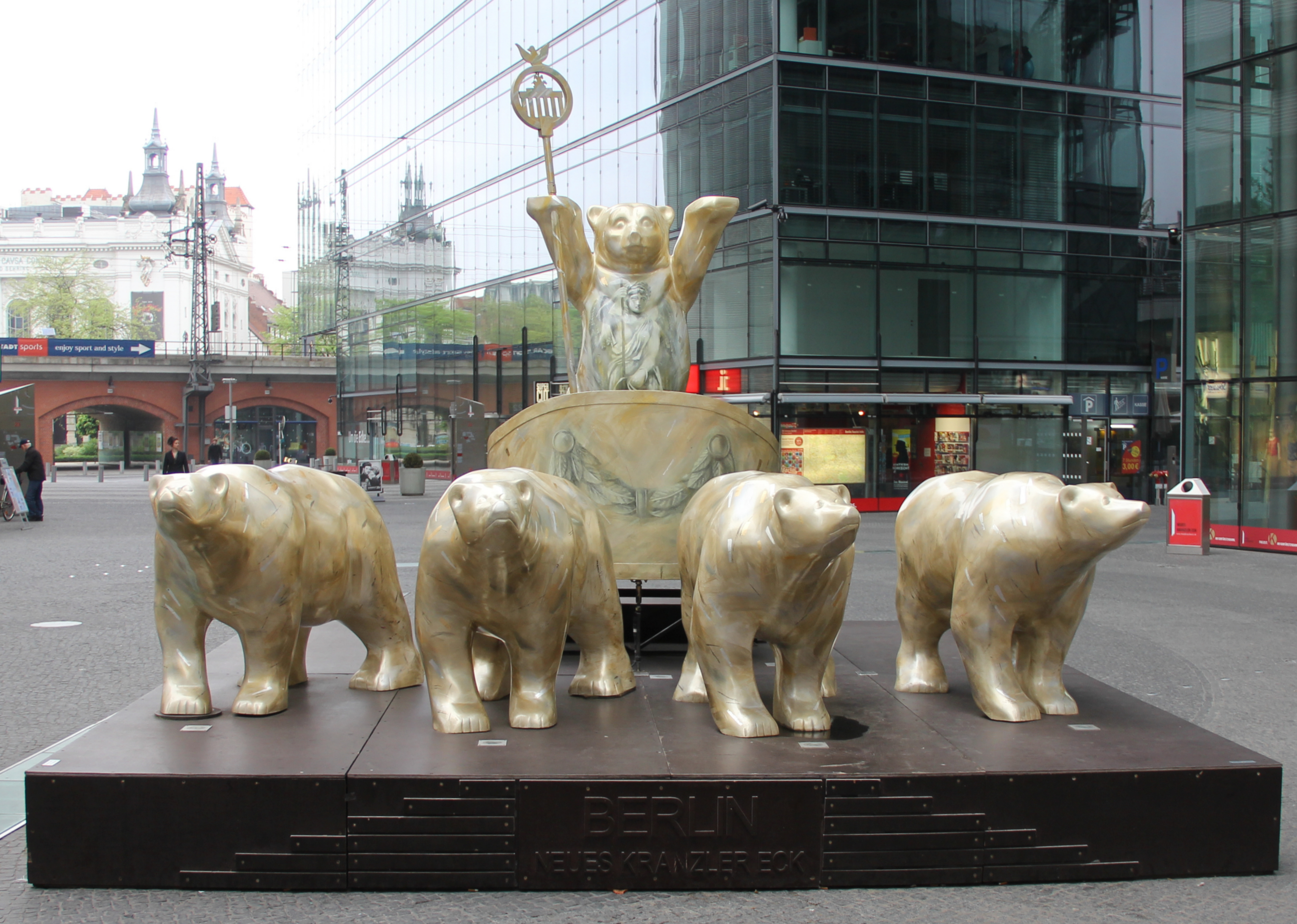
Les Ours-Quadrige de Berlin, Kurfürstendamm 21.
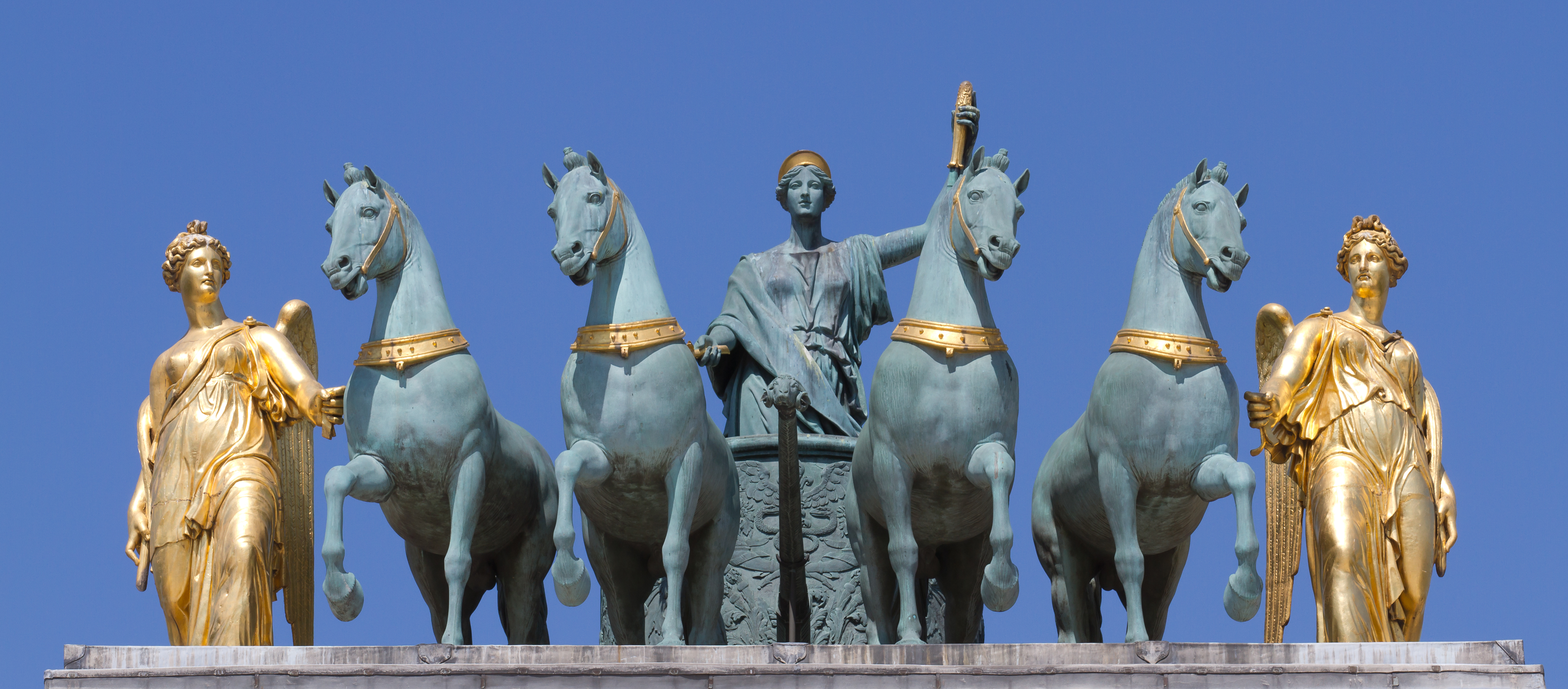
Quadrige de l'arc de triomphe du Carrousel du Louvre : La Paix conduite sur un char de triomphe par François-Joseph Bosio, 1828.
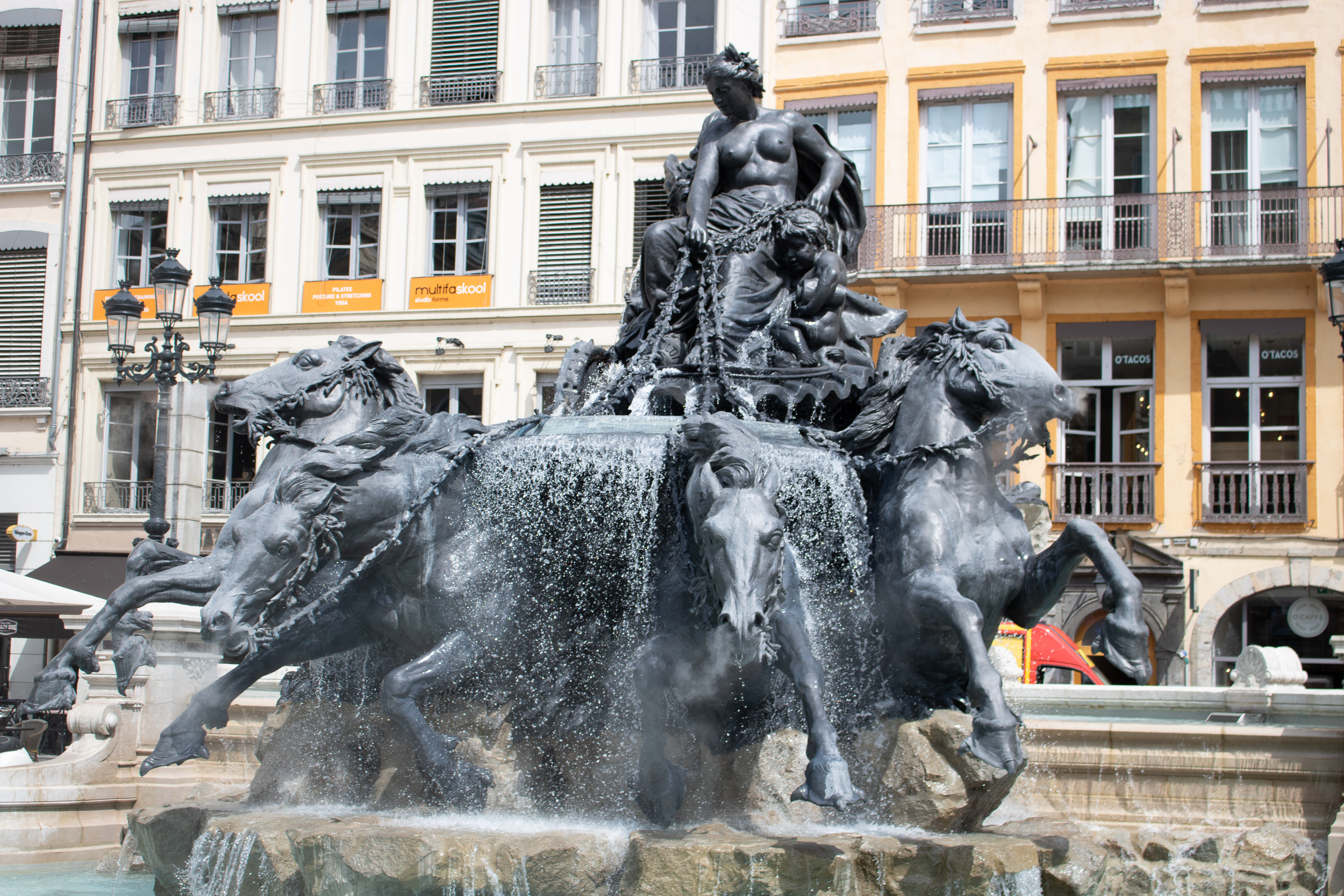
Quadrige de la Fontaine Bartholdi de Lyon : Les fleuves et les sources allant à l'océan, Frédéric Auguste Bartholdi, 1892.